# توشيوكي تويوناغا
توشيوكي تويوناغا (豊永利行 تويوناغا توشيوكي) هو ممثل ومطرب ياباني ولد في 28 أبريل 1984 في هاتشيؤوجي، طوكيو.

## أدواره في السينما اليابانية
- براي - شيما

## أدواره في الأنمي

### مسلسلات أنمي تلفزيونية
- دورارارا!! - ميكادو ريوغاميني
- دورارارا!! ×2 المقدمة - ميكادو ريوغاميني
- دورارارا!! ×2 المنتصف - ميكادو ريوغاميني
- دورارارا!! ×2 الخاتمة - ميكادو ريوغاميني
- كاتيكيو هيتمان ريبورن! - تشيكوسا كاكيموتو، شويتشي إيريي
- أمير التنس - كينتارو آوي
- آيشيلد 21 - إيكيو هوسوكاوا
- فتاة الجحيم - سينتارو
- فتاة الجحيم: القفصين - سينتارو
- ميجر - شيبويا
- كابيتا - كابيتا تايرا
- ساندز أوف ديستراكشن - سين
- البدلة المتنقلة جاندام إيج - فليت أسنو (المراهق)
- عاصفة زيتسوين - ماهيرو فوا
- كارنفال - كاغيري
- كود:بريكر - يوكي تينبوين
- سورد آرت أونلاين - كيتا
- آيكاتسو! - ناوتو سوزوكاوا
- بياض الثلج ذات الشعر الأحمر - ميهايا
- طوكيو غول - هيديوشي ناغاتشيكا
- طوكيو غول A√ - هيديوشي ناغاتشيكا
- طوكيو غول:re - هيديوشي ناغاتشيكا
- ألدنوا زيرو - مازورك
- كلاسروم كرايسس - كوجيرو كيتاهارا
- قراراتي الموجودة في دماغي تعترض كوميديا رومانسية المدرسة خاصتي بكل ما أوتيت من قوة - كانادي أماكوسا
- الفتيات يسعين نحو ما وراء البرية - أتومو كاي
- بونغو ستراي دوغز - جونيتيشرو تانيزاكي
- هل ظننت أن زوجتي في لعبة الإنترنت ليست فتاة؟ - هيديكي نيشيمورا
- يوري أون آيس - يوري كاتسوكي
- هايكيو!! ثانوية كاراسونو في مواجهة أكاديمية شيراتوريزاوا - كينجيرو شيرابو
- هايكيو!! TO THE TOP - كينجيرو شيرابو
- نانباكا - تسوكومو
- حبيبتي الأولى غيارو - شينبي ساكاموتو
- كوكورو كونكت - تشيهيرو أووا
- الرياح تهب بقوة - هايجي كيوسي
- داي الشجاع (2020) - بوب

### أوفا أنمي
- أمير التنس: البطولة المحلية - كينتارو آوي

### أفلام أنمي
- فري! تايمليس ميدلي - أساهي شينا
- بونغو ستراي دوغز DEAD APPLE - جونيتيشرو تانيزاكي
- صوت صامت - ساتوشي ماشيبا

فيلم زهره فيرساي 2025 -اندريه

## أدواره في ألعاب الفيديو
- سلسلة ألعاب إس دي جاندام جي جينيريشن
  - إس دي جاندام جي جينيريشن أوفر وورلد - فليت أسنو

## ديسكوغرافيا

### أغاني منفردة
- Reason...
- Day you laugh (شارة البداية لمسلسل أنمي دورارارا!! ×2 المنتصف)

## وصلات خارجية
- توشيوكي تويوناغا على موقع IMDb (الإنجليزية)
- توشيوكي تويوناغا على موقع ميوزك برينز (الإنجليزية)
- توشيوكي تويوناغا على موقع قاعدة بيانات الفيلم (الإنجليزية)
- توشيوكي تويوناغا على موقع ANN person (الإنجليزية)